# Организација Уговора о колективној безбедности
Организација Уговора о колективној безбедности (рус. Организация Договора о коллективной безопасности), позната по свом акрониму ОДКБ (од рус. Организация Договора о коллективной безопасности), или ЦСТО (од енгл. Collective Security Treaty Organization) ређе Ташкентски пакт или Ташкентски уговор, регионална је међународна организација настала на простору бившег СССР, која се базира на безбедносно-војној сарадњи. Ово је област која је делимично заступљена и у оквиру Заједнице независних држава (ЗНД). Поред Шангајске организације за сарадњу (ШОС), где осовина Пекинг—Москва заједно са средњоазијским земљама постсовјетског простора гради безбедносни савез Евроазијског значаја, ОДКБ представља ужу војно-безбедносну алијансу важних држава постсовјетског простора ОДКБ.

## Историја
Организација Уговора о колективној безбедности је формирана у више етапа:
- 15. маја 1992. формиран је оснивачки акт Договора о колективној безбедности.
- 1. новембра 1995. Договор о колективној безбедности регистрован у Секретаријату ОУН, чиме је добио међународно-правну димензију.
- Своју завршну форму устројства и садашњи назив Организација Уговора о колективној безбедности добила је 18. септембра 2003.
- 2. децембра 2004. Организација Уговора о колективној безбедности је добила статус посматрача, дакле правног лица и наддржавног тела у Генералној скупштини ОУН.

## Организација
Генерални секретар ОДКБ је Станислав Васиљевич Зас, белоруски дипломата. ОДКБ чине као пуноправне чланице:
- Русија
- Белорусија
- Казахстан
- Киргистан
- Таџикистан
- Јерменија — чланица од 1994. па до данас. Неки медији су навели да је Јерменија суспендовала своје чланство 2023. године пошто је ОДКБ игнорисала позив Јерменије у помоћ поводом сукоба у Нагорно-Карабаху и уласку Азербејџанских трупа на територију Јерменије.[2][3]

Земље посматрачи:
- Србија од 2013.

Бивше чланице:
- Азербејџан од 1994. до 1999.
- Грузија од 1994. до 1999.
- Узбекистан од 2006. до 2012.

Бивше земље посматрачи:
- Авганистан од 2013. до 2021.

Нове државе или потенцијални кандидати, преговори су у току чланства:
- Египат (Преговори се воде од 24. октобра 2012. до децембра 2013. године и 2. фебруара 2015)
- Индија (Преговори се воде од 2013. године)
- Иран (Преговори се воде од децембра 2014. године)

Ово је превасходно војни савез земаља постсовјетског простора. Постоји тенденција да се ОДКБ и ШОС споје у један безбедносно-војни савез, а већ сада сарађују.
Према оснивачким и званичним актима ОДКБ има „Циљеве одржавања мира, међународне и регионалне безбедности и стабилности, заштита на колективној основи независности, територијалне целовитости и суверенитета земаља-чланица, приоритет је у примени опште прихваћених политичких средстава. ОДКБ делује, на очувању демократског поретка, основаног на општепризнатим принципима међународног права. Основни правци делатности ОДКБ је развијање вишестране политичке сарадње, развијање и сарадња у војној области, противдејство међународном тероризму и екстремизму, незаконитој трговини наркотика, оружја и других средстава угрожавања.”
Када су у питању тела ОДКБ председници држава чланица заједно са Генералним секретаром ОДКБ чине Савет колективне безбедности. Постоји и парламентарна Скупштина ОДКБ и више координационих тела. Важна је Комисија по војно економској сарадњи МКВС, при самој управи ОДКБ. На нешто нижем нивоу су Савети који чине министри иностраних дела чланица ОДКБ, Савети министра одбране, те Комитет секретаријата савета безбедности. При Савету министара иностраних дела делује посебно тело Радна група за Авганистан. При комитету секретаријата Савета безбедности се налази Радна група експерата за борбу против тероризма, а при Савету министара одбране се налази тело Обједињеног штаба одбране ОДКБ и Колективна сила ОДКБ. На још нижем нивоу се налази Стални савет при ОДКБ, који има свој Секретаријат који има своје ниже структуре попут Обавештајне структуре, Научно-експертског савета и Међународног антитерористичког медиафорума.

## Област сарадње
По програмским принципима ОДКБ јасно су прецизирани облици војне сарадње:
- Институционално прецизираним редовним консултацијама и кооперацијом о питању војног устројства и наоружања, те целокупне војне силе земаља-чланица;
- Заједничким војним припремама и маневрима, стављања по потреби у виши ниво бојеве готовости;
- Постизање кооперације и сарадње у изградњи војне инфраструктуре, ваздушног и воденог простора земаља-чланица;
- Сагласност у стратешким и оперативним подухватима, оперативним обухватањем одбране територија земаља-чланица ОДКБ;
- Саглашавање састава и дислокације оружане силе држава-чланица, престројавање војске у региону и целине заједничке одбране;
- Саглашавање стварања обједињеног система заједничке одбране у региону;
- Провиђење оперативне и бојеве спремности оружане силе и других војних средстава земаља-чланица ОДКБ.
- Израда заједничких норми држава и коришћења материјалних средстава у интересу ОДКБ;

Када је пак у питању војно-политичка сарадња она је дефинисана следећим тачкама:
- Учешће земаља-чланица ОДКБ самостално и са другим државама и међународним организацијама у систему колективне безбедности Европе и Азије;
- Координација дејстава по реализацији разраде нових међународних договора по условима разоружања и контроли над наоружавањем;
- Реализација мера договора у војној области;
- Установљавање и развитак равноправних партнерских односа с НАТО и другим војно-политичким организацијама и регионалним структурама безбедности, прављених на ефективном решавању задатака на одржавању мира;
- Провођење операција за одржавање мира по решењима Савета Безбедности ОУН, ОЕБС, у складу са међународним обавезама;
- Усаглашавање земаља-чланица ОДКБ по питању одбране њихових спољних граница;

Поред наведених статутом одређених базичних елемената сарадње у оквиру ОДКБ, прецизирана је и војно-техничка сарадња, војно-економска сарадња, обезбеђење граница, заједничко образовање и додатна едукација кадрова за безбедносно-војна питања, борба са међународним тероризмом. У оквиру борбе са међународним тероризмом усвојена је 2008. четворогодишња заједничка стратегија за период до 2012, где се предвиђа и садејство са ЗНД, ШОС, ЕврАзЕС. Нарочито је апострофирана заштита од трговине наркотицима, али и другим облицима криминала и међународног тероризма која угрожава земље ОДКБ из Авганистана, упркос чињеници да се тамо још од 2001. године налазе трупе САД и његових савезника. Наглашава се да се управо у том периоду опасност по регион превасходно од трговине наркотика, али у мањој мери и других облика криминала и међународног тероризма чак повећала. Апострофирана је и трговина људима која потиче из Авганистана и захвата и друге земље региона, против чега су удружене безбедносне снаге ОДКБ постигле опипљиве резултате. Посебно тело за борбу против тероризма и наркокријумчарења је Међународни антитерористички Медиафорум (МАМФ) који делује при високим телима ОДКБ, конкретно Саветом министара одбране и Саветом министара иностраних послова.
Парламентарна скупштина ОДКБ је формирана као посебно тело новембра 2006. За њеног председника именован је Председник руске Думе Б. В. Гризлов. Представници Парламентарне скупштина ОДКБ често обилазе трусна места постсовјетског простора, укључујући спољне границе чланица, нарочито према подручју Кавказа и средњој Азији. Научно-експертни Савет ОДКБ представља тело које обједињава научно истраживачки рад у области безбедности и војних питања.
На својој скупштини почетком септембра 2006, у декларацији ОДКБ је апеловао да простор Централне Азије буде зона ненуклеарног оружја.

## Активности
Почетком септембра 2008. у Москви је одржана редовна скупштина ОДКБ, на којој је место председавајућег Савета колективне безбедности преузео председник Јерменије Серж Саргасјан. У декларацији Московске скупштине ОДКБ између осталог се „позива НАТО алијанса од стране ОДКБ да се уздржи од даљег ширења на исток и најављене инсталације антиракетног штита у Европи.” У наставку декларације даје се фактичка подршка августовској акцији Русије на Кавказу и опомиње Грузија. У даљем тексту декларације највише тело ОДКБ се критички осврнуло на стање у Ираку и Авганистану, с тим да је посебно указало на раст производње и дистрибуције дроге хероина из Авганистана. По питању Ирана, апеловало се на мирно решавање проблема, да Иран има право на истраживања у прилог мирнодопског коришћења нуклеарне енергије и подржало преговоре са међународним представницима, укључујући и поверење у контролоре из ОУН по овом питању.
Током 2009. ОДКБ је имао појачање активности, тако да је 4. фебруара одржана ванредна скупштина у Москви, а редовно заседање Савета колективне безбедности одржано је поново у Москви 14. јуна, да би 31. јула шефови држава-чланица одржали неформални састанак ОДКБ у Киргизији. Акценат је био на формирању највишег заједничког тела за устројство заједничке информационе политике земаља-чланица ОДКБ.
Од 2007. године се сваког лета одржавају скупови „омладине патриотских и војно-спортских организација земаља-чланица ОДКБ”. Том приликом се обично изводе и вежбе специјалних јединица при МУП земаља-учесница.

### Вежбе
ОДКБ одржава годишње војне командне вежбе за земље ОДКБ-а како би имале прилику да унапреде међуорганизацијску сарадњу. Највећа таква вежба одржана је у јужној Русији и централној Азији 2011. године, у којој је учествовало више од 10.000 војника и 70 борбених авиона. За распоређивање војних база треће земље на територији држава чланица ОДКБ потребно је добити званичну сагласност свих њених чланица. Такође се користи систем „ротационог председништва” у коме се држава која води ОДКБ смењује сваке године.
Сценарији вежби су груписани око:
- Командно-постне вежбе „Сарадња” колективних снага оперативног реаговања,
- Специјални маневри „Претрага” уз учешће обавештајних снага,
- Вежбе материјално-техничког снабдевања „Ешелон”.
- „Фронтиер”
- „Издржљиво братство”